# Begonia aequatorialis
Espèce
Begonia aequatorialis est une espèce de plantes de la famille des Begoniaceae.
Ce bégonia est originaire de l'Équateur. L'espèce fait partie de la section Eupetalum ; elle a été décrite en 1950 par les botanistes Lyman Bradford Smith (1904-1997) et Bernice Giduz Schubert (1913-2000). L'épithète spécifique, aequatorialis, signifie « d'Équateur ».